# ソン・ダムビ
ソン・ダムビ（漢: 孫 淡妃、韓: 손 담비、1983年9月25日 - ）は、韓国の女性歌手、女優、ファッションモデルである。本貫は密陽孫氏。キーイースト所属。
2007年にPledisエンターテインメントからシングルアルバム『Cry Eye』でデビュー。2015年に練習生時代から10年間在籍したPledisエンターテインメントを退所した。
2022年5月13日元スピードスケート韓国代表のイ・ギュヒョク監督と結婚式をした。

## ディスコグラフィ
- シングルアルバム『Cry Eye』（2007年）
- ミニアルバム『Mini Album Vol. 1』（2008年）
- ミニアルバム『Mini Album Vol. 2』（2008年）
- フルアルバム『1集 Type-B』（2009年）
- ミニアルバム『The Queen』（2010年）

## 出演

### ミュージックビデオ
- Maybee「多少」（2006年）[3]

### テレビドラマ
- MY DREAM（2009年、SBS）- パク・ソヨン 役[4]
- 光と影（2011年-2012年、MBC）- ユ・チェヨン 役[4]
- 一抹の純情（2013年、KBS）[4]
- 家族なのにどうして？（2014年、KBS）- クォン・ヒョジン 役[4]
- 華麗なる2人〜ミセス・コップ2～（2016年、SBS）- シン・ヨオク 役[4]
- 魔女の法廷（2017年、KBS）- ヤン・ユジン 役[4]
- 椿の花咲く頃（2019年、KBS）- チェ・ヒャンミ（チェ・ゴウン）役[4]